# 小行星4222
小行星4222（英語：4222 Nancita）是一颗围绕太阳公转的小行星。1988年3月13日，埃莉諾·赫琳在帕洛马山发现了此天体。
这颗小行星的绝对星等为217.5019487394787等。